# Rhinobatidae
Guitares de mer, Raies-guitares
Famille
Les raies-guitares ou guitares de mer (Rhinobatidae) sont une famille de raies allongées, de l'ordre des Rajiformes ou, suivant les classifications, des Rhinobatiformes.

## Description et caractéristiques
Ce sont des raies de forme allongée, dont la silhouette rappelle un requin.
Cependant, la bouche est située sous la tête, et la face ventrale est presque parfaitement plate, contrairement aux requins. Le dos porte deux grandes nageoires dorsales, et la nageoire anale est très développée (sans épine). La ligne médiane dorsale porte une rangée de tubercules épineux. La mâchoire comporte des dents petites et non pointues, en grand nombre : elles ne servent pas à mordre mais à broyer la nourriture.
Toutes les espèces sont ovovivipares, et se nourrissent d'organismes benthiques (mollusques, crustacés...) et parfois de petits poissons.
Ces raies peuvent atteindre une taille respectable pour certaines espèces, et plusieurs sont exploitées commercialement.
On en trouve des espèces dans les trois principaux bassins océaniques, principalement dans les eaux chaudes et sur les fonds sableux ou sédimentaires.

## Liste des genres
| Selon FishBase (13 avril 2014) et World Register of Marine Species (13 avril 2014) : - sous-famille Platyrhininae - genre Platyrhina Müller and Henle, 1838 (placé par ITIS sous Platyrhinidae) - espèce Platyrhina hyugaensis Iwatsuki, Miyamoto & Nakaya, 2011 - espèce Platyrhina psomadakisi White & Last, 2016 - espèce Platyrhina sinensis (Bloch & Schneider, 1801) - espèce Platyrhina tangi Iwatsuki, Zhang & Nakaya, 2011 - genre Platyrhinoidis Garman, 1881 (placé par ITIS sous Platyrhinidae) - espèce Platyrhinoidis triseriata (Jordan & Gilbert, 1880) - genre Zanobatus Garman, 1913 (placé par ITIS sous Zanobatidae) - espèce Zanobatus maculatus Séret, 2016 - espèce Zanobatus schoenleinii (Müller & Henle, 1841) - sous-famille Rhininae - genre Rhina Bloch and Schneider, 1801 (placé par ITIS sous Rhinidae) - espèce Rhina ancylostomus Bloch & Schneider, 1801 - genre Rhynchorhina Séret & Naylor, 2016 - espèce Rhynchorhina mauritaniensis Séret & Naylor, 2016 - sous-famille Rhinobatinae - genre Acroteriobatus Giltay, 1928 - espèce Acroteriobatus andysabini Weigmann, Ebert & Séret, 2021 - espèce Acroteriobatus annulatus (Müller & Henle, 1841) - espèce Acroteriobatus blochii (Müller & Henle, 1841) - espèce Acroteriobatus leucospilus (Norman, 1926) - espèce Acroteriobatus ocellatus (Norman, 1926) - espèce Acroteriobatus omanensis Last, Henderson & Naylor, 2016 - espèce Acroteriobatus salalah (Randall & Compagno, 1995) - espèce Acroteriobatus stehmanni Weigmann, Ebert & Séret, 2021 - espèce Acroteriobatus variegatus (Nair & Lal Mohan, 1973) - espèce Acroteriobatus zanzibarensis (Norman, 1926) - genre Aptychotrema Norman, 1926 - espèce Aptychotrema rostrata (Shaw, 1794) - espèce Aptychotrema timorensis Last, 2004 - espèce Aptychotrema vincentiana (Haacke, 1885) - genre Glaucostegus (non reconnu par ITIS qui place ses espèces dans Rhinobatos) - genre Rhinobatos Linck, 1790 - espèce Rhinobatos albomaculatus Norman, 1930 - espèce Rhinobatos annandalei Norman, 1926 - espèce Rhinobatos austini Ebert & Gon, 2017 - espèce Rhinobatos borneensis Last, Séret & Naylor, 2016 - espèce Rhinobatos formosensis Norman, 1926 - espèce Rhinobatos holcorhynchus Norman, 1922 - espèce Rhinobatos hynnicephalus Richardson, 1846 - espèce Rhinobatos irvinei Norman, 1931 - espèce Rhinobatos jimbaranensis Last, White & Fahmi, 2006 - espèce Rhinobatos lionotus Norman, 1926 - espèce Rhinobatos manai White, Last & Naylor, 2016 - espèce Rhinobatos nudidorsalis Last, Compagno & Nakaya, 2004 - espèce Rhinobatos penggali Last, White & Fahmi, 2006 - espèce Rhinobatos punctifer Compagno & Randall, 1987 - espèce Rhinobatos ranongensis Last, Séret & Naylor, 2019 - espèce Rhinobatos rhinobatos (Linnaeus, 1758) - espèce Rhinobatos sainsburyi Last, 2004 - espèce Rhinobatos schlegelii Müller & Henle, 1841 - espèce Rhinobatos thouiniana (Shaw, 1804) - espèce Rhinobatos whitei Last, Corrigan & Naylor, 2014 - genre Tarsistes (non reconnu par ITIS) - espèce Tarsistes philippii Jordan, 1919 - genre Trygonorrhina Müller et Henle, 1838 - espèce Trygonorrhina dumerilii (Castelnau, 1873) - espèce Trygonorrhina fasciata Müller & Henle, 1841 - genre Zapteryx Jordan et Gilbert, 1880 - espèce Zapteryx brevirostris (Müller & Henle, 1841) - espèce Zapteryx exasperata (Jordan & Gilbert, 1880) - espèce Zapteryx xyster Jordan & Evermann, 1896 - sous-famille Rhynchobatinae - genre Rhynchobatus Müller and Henle, 1837 (placé par ITIS sous Rhinidae) - espèce Rhynchobatus australiae Whitley, 1939 - espèce Rhynchobatus cooki Last, Kyne & Compagno, 2016 - espèce Rhynchobatus djiddensis (Forsskål, 1775) - espèce Rhynchobatus immaculatus Last, ho & Chen, 2013 - espèce Rhynchobatus laevis (Bloch & Schneider, 1801) - espèce Rhynchobatus luebberti Ehrenbaum, 1915 - espèce Rhynchobatus mononoke Koeda, Itou, Yamada & Motomura, 2020 - espèce Rhynchobatus palpebratus Compagno & Last, 2008 - espèce Rhynchobatus springeri Compagno & Last, 2010 | Selon ITIS (13 avril 2014) : - genre Aptychotrema Norman, 1926 - genre Rhinobatos Linck, 1790 - genre Trygonorrhina Müller et Henle, 1838 - genre Zapteryx Jordan et Gilbert, 1880 |

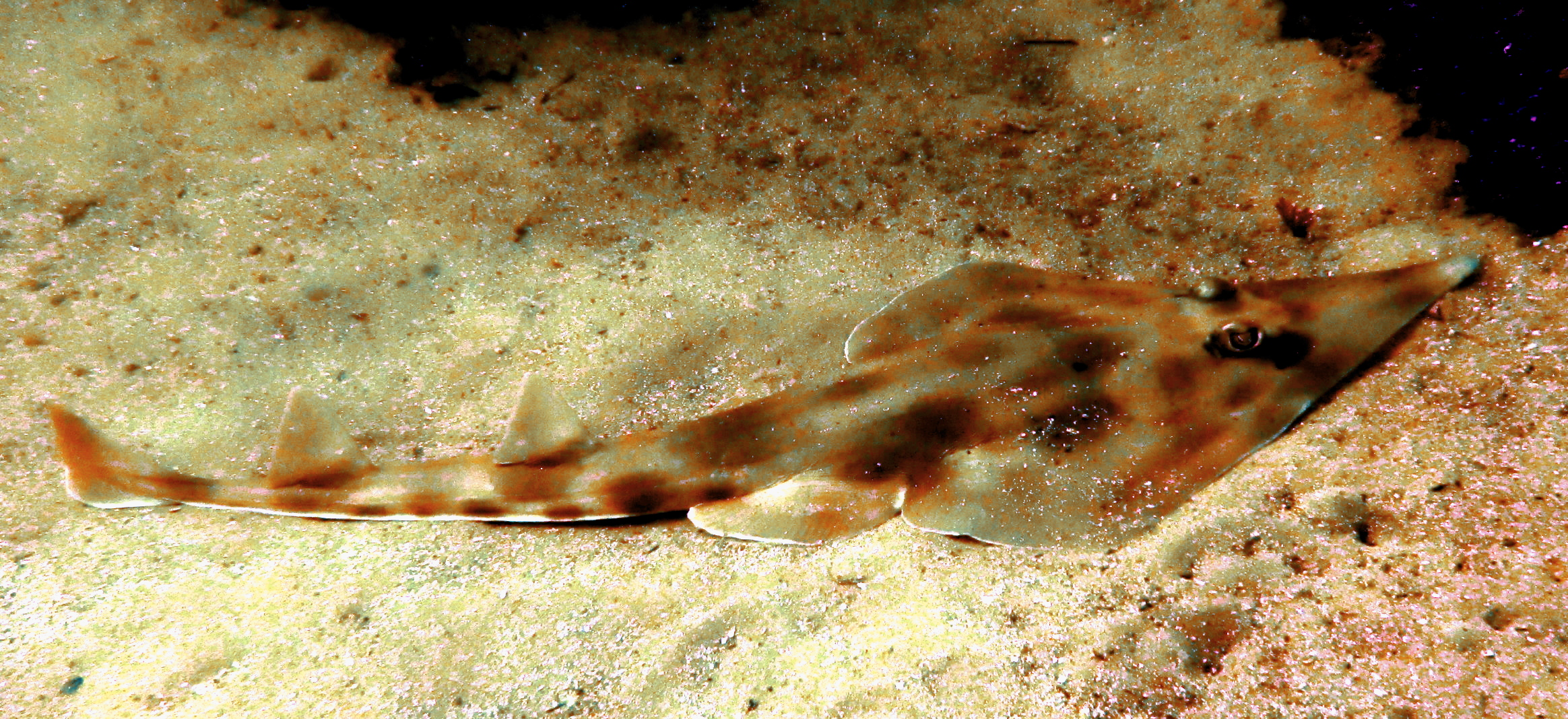
Aptychotrema rostrata
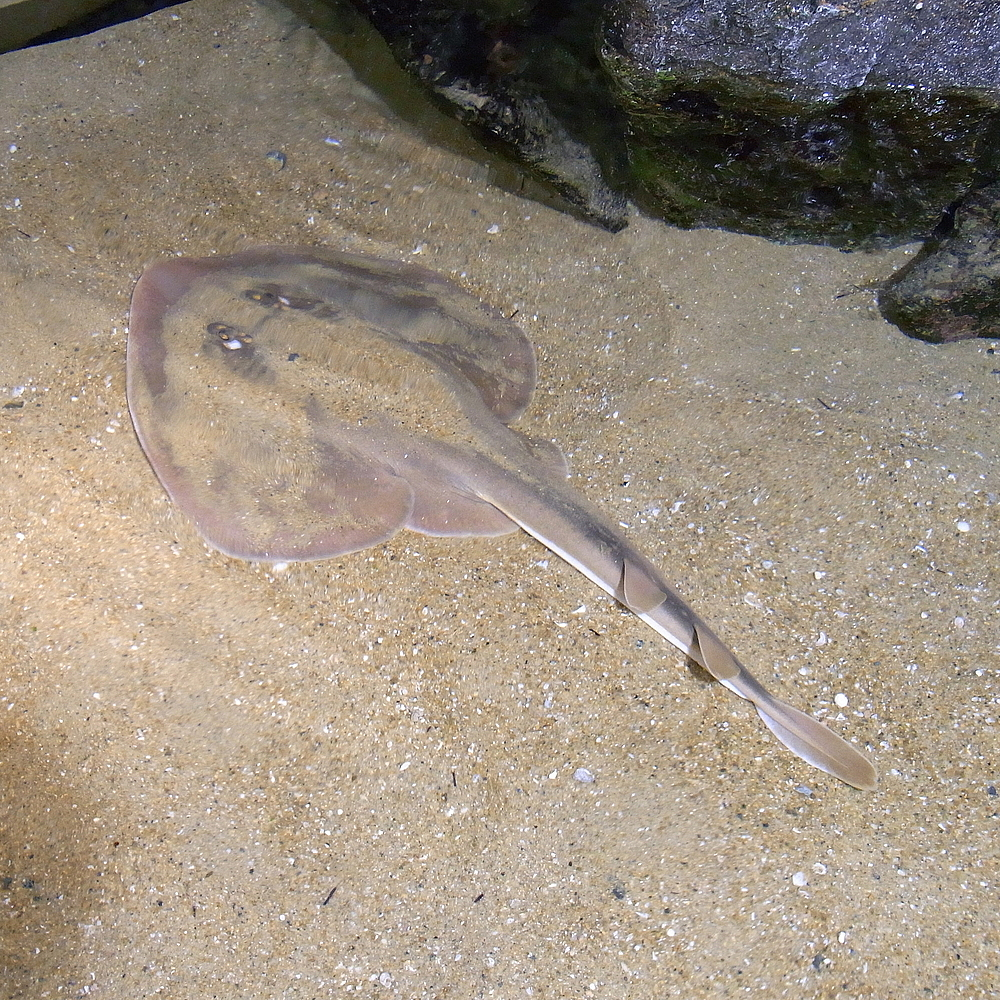
Platyrhina sinensis
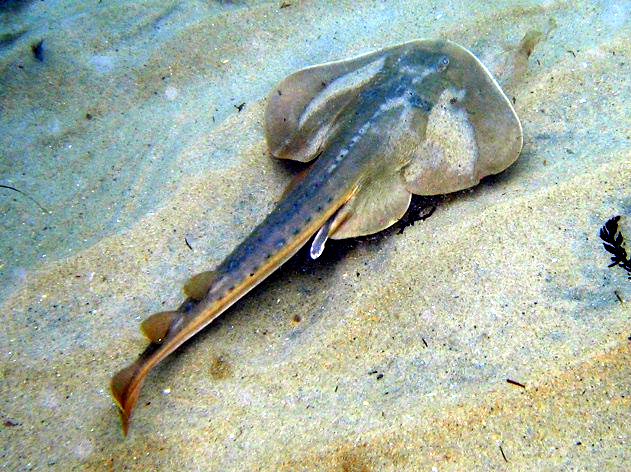
Platyrhinoidis triseriata
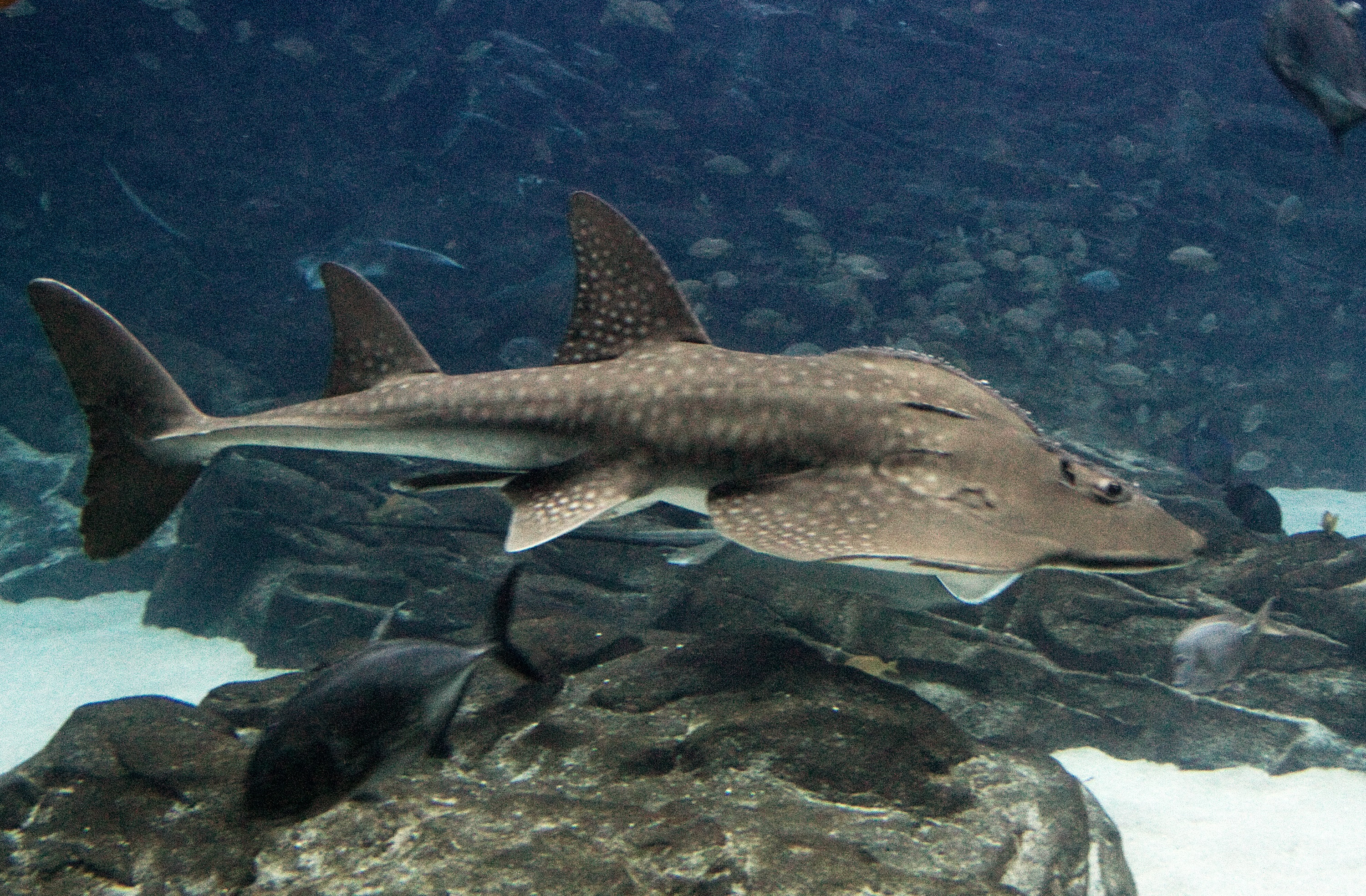
Rhina ancylostoma
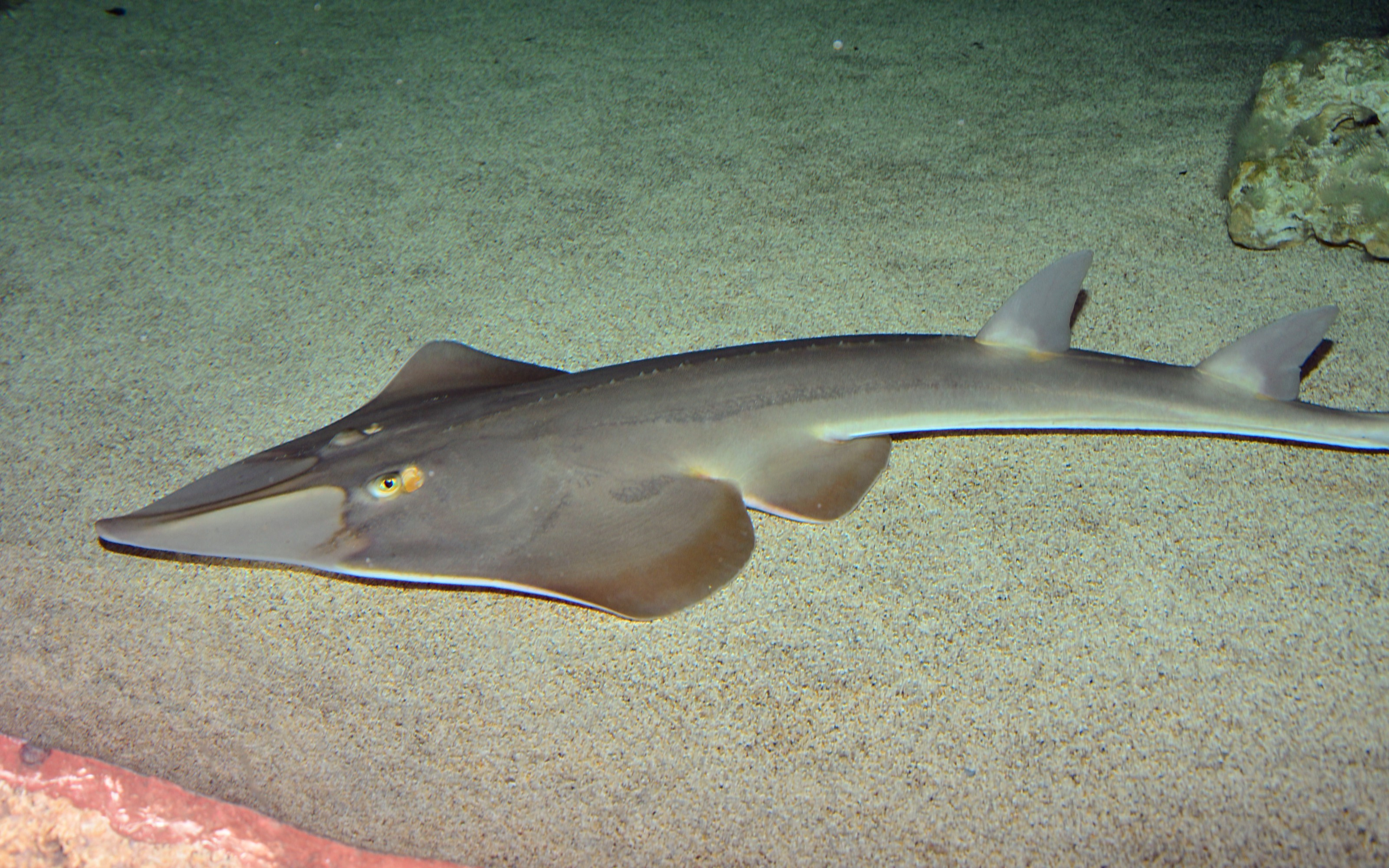
Rhinobatos Rhinobatos
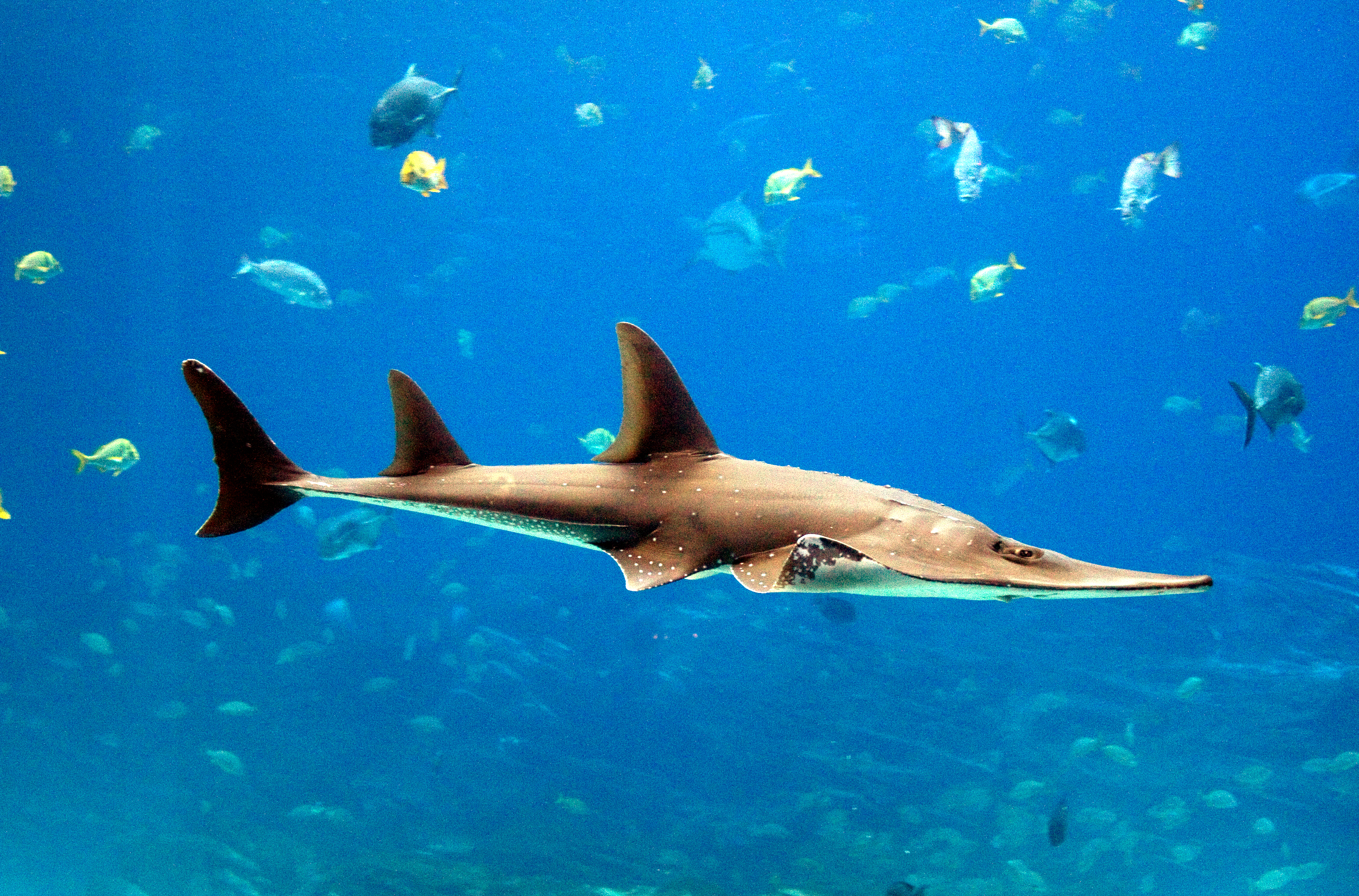
Rhynchobatus djiddensis
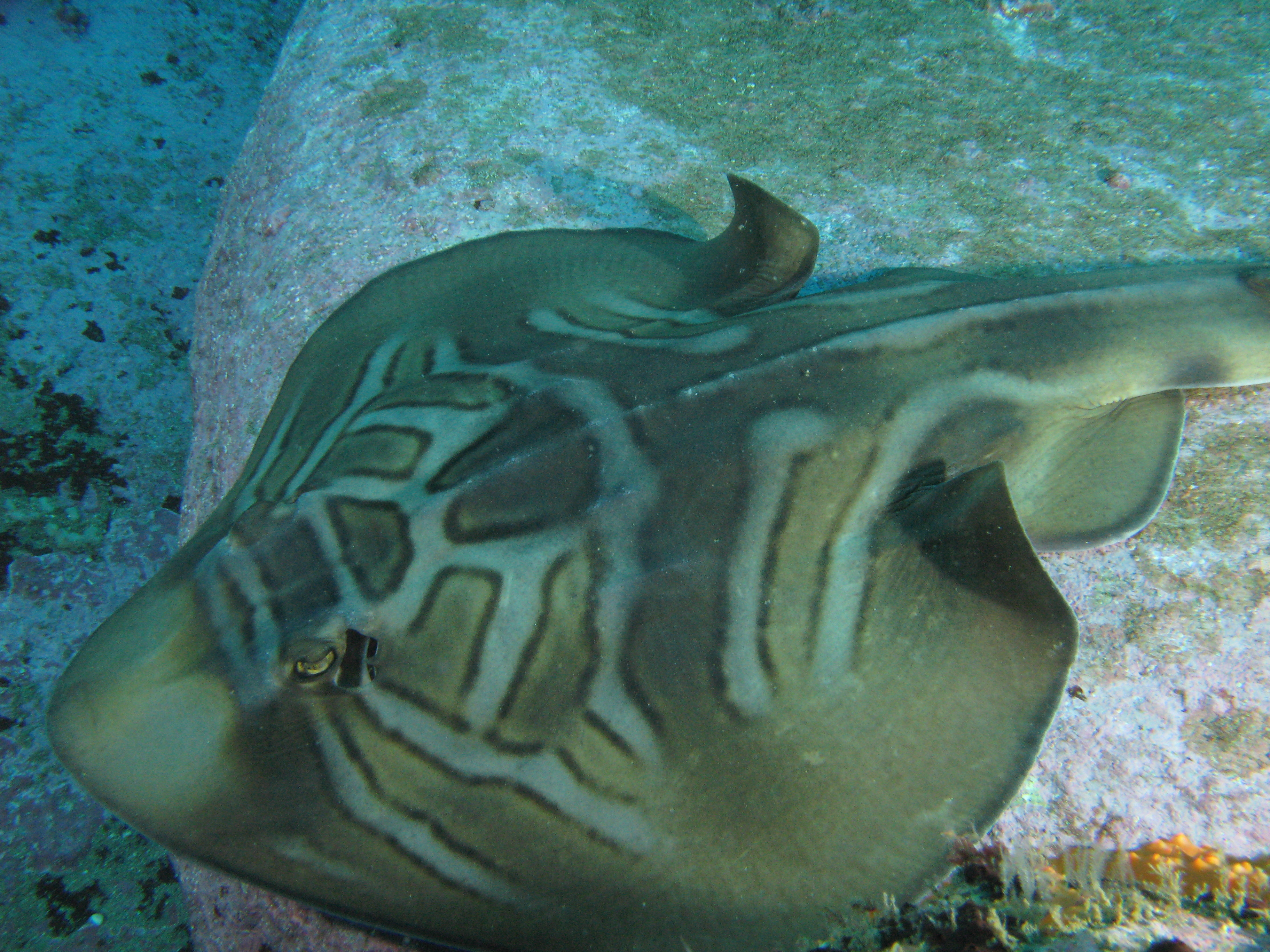
Trygonorrhina fasciata
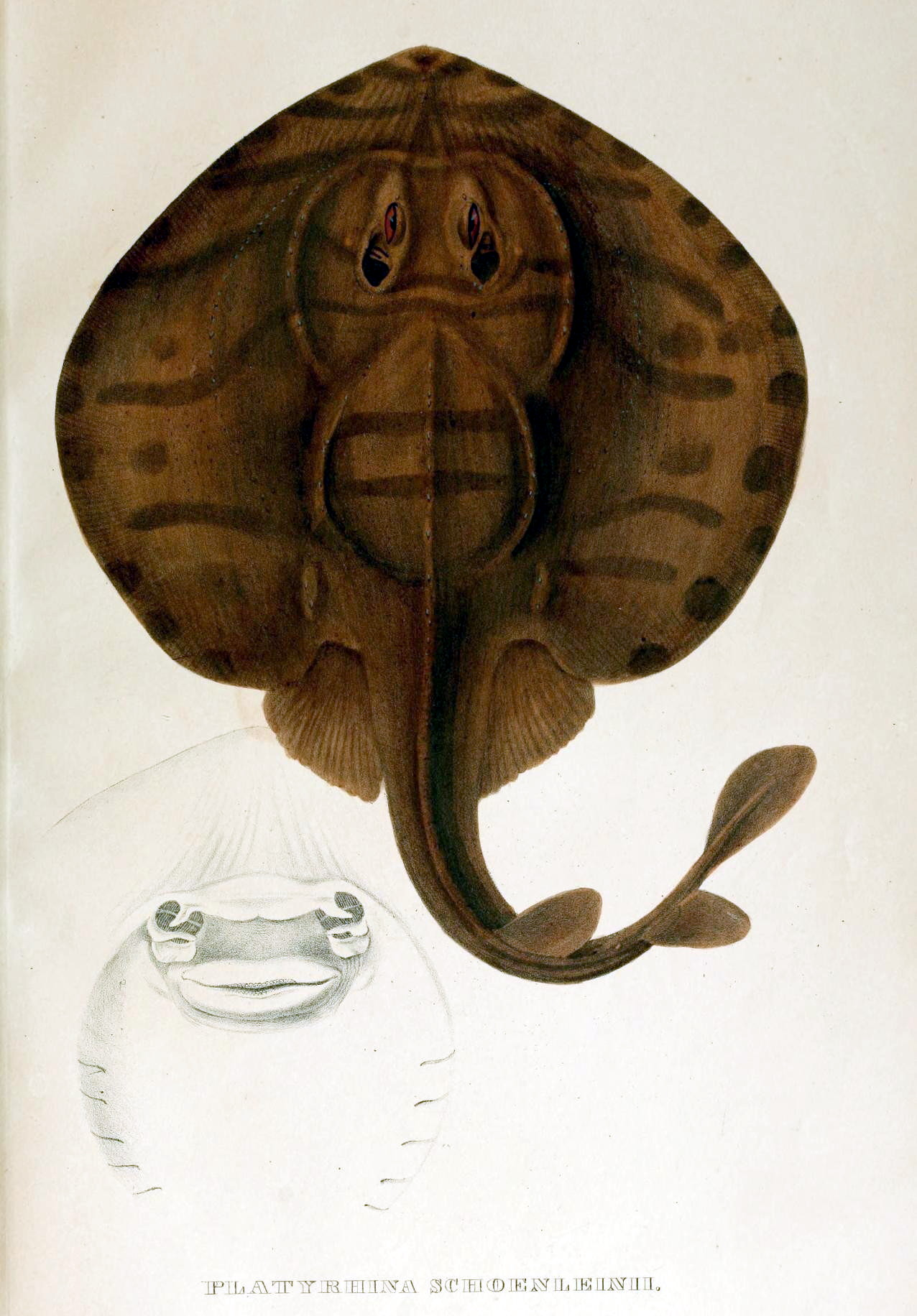
Zanobatus schoenleinii
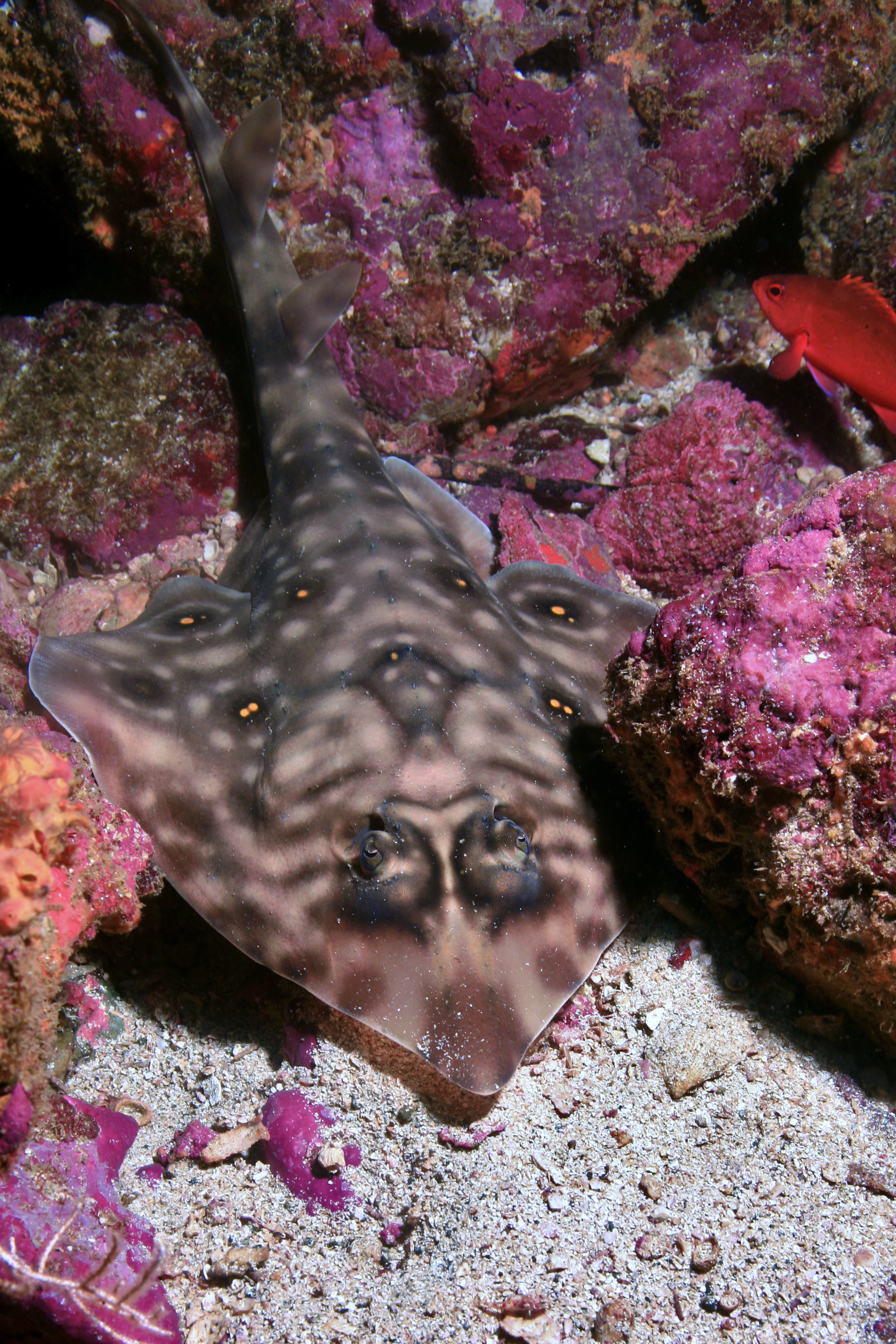
Zapteryx xyster